# Selenops shevaroyensis
Selenops shevaroyensis är en spindelart som beskrevs av Gravely 1931. Selenops shevaroyensis ingår i släktet Selenops och familjen Selenopidae. Inga underarter finns listade i Catalogue of Life.